# Groveland-Big Oak Flat
Groveland-Big Oak Flat est un secteur non constitué en municipalité et ancienne census-designated place situé dans le comté de Tuolumne dans l'État de Californie, aux États-Unis.
Il comprend la localité de Big Oak Flat, enregistrée comme le California Historical Landmark no 406 sous le nom de « Big Oak Flat ».